# Kotek (rodzaj ssaków)
Kotek (Prionailurus) – rodzaj drapieżnych ssaków z podrodziny kotów (Felinae) w obrębie rodziny kotowatych (Felidae).

## Rozmieszczenie geograficzne
Rodzaj obejmuje małe gatunki zamieszkujące Azję (Rosja (Rosyjski Daleki Wschód), Chińska Republika Ludowa (włącznie z Tajwanem), Afganistan, Pakistan, Indie, Sri Lanka, Nepal, Bhutan, Bangladesz, Mjanma, Laos, Wietnam, Kambodża, Tajlandia, Malezja, Singapur, Korea Północna, Korea Południowa, Japonia, Filipiny, Brunei i Indonezja (wraz z Sumatrą i Jawą)).

## Morfologia
Długość ciała (bez ogona) 35–115 cm, długość ogona 12,8–40 cm; masa ciała 1,1–16 kg; samce są większe i cięższe od samic.

## Systematyka
Rodzaj zdefiniował w 1858 roku rosyjski podróżnik i przyrodnik Nikołaj Siewiercow w artykule poświęconym systematyce mięsożernych z naciskiem na rodzinę kotowatych opublikowanym na łamach „Revue et magasin de zoologie pure et appliquée”. Gatunkiem typowym jest (oznaczenie monotypowe) kotek bengalski (P. bengalensis).

### Etymologia
- Ailurin (Aelurina, Ailurina): gr. αιλουρος aílouros ‘kot’[17]. Gatunek typowy (oznaczenie monotypowe): Felis planiceps Vigors & Horsfield, 1827.
- Prionailurus: gr. πριων priōn, πριονος prionos ‘piła’; αιλουρος aílouros ‘kot’[18].
- Ictailurus: gr. ικτις iktis, ικτιδις iktidis ‘łasica’; αιλουρος ailouros ‘kot’[19]. Gatunek typowy (oznaczenie monotypowe): Felis planiceps Vigors & Horsfield, 1827.
- Zibethailurus: niem. zibeth ‘cyweta’; gr. αιλουρος ailouros ‘kot’[20]. Gatunek typowy (oznaczenie monotypowe): Felis viverrinus E.T. Bennett, 1833.
- Viverriceps: rodzaj Viverra Linnaeus, 1758 (wiwera); łac. -ceps ‘-głowy’, odcaput, capitis ‘głowa’[21]. Gatunek typowy: Gray wymienił cztery gatunki – Leopardus ellioti J.E. Gray, 1842 (= Felis bengalensis Kerr, 1792), Felis planiceps Vigors & Horsfield, 1827, Felis rubiginosa I. Geoffroy Saint-Hilaire, 1831 i Viverriceps bennettii J.E. Gray, 1867 (= Felis viverrinus E.T. Bennett, 1833) – z których typem nomenklatorycznym jest Viverriceps bennetii J.E. Gray, 1867 (= Felis viverrina E.T. Bennett, 1833).
- Ailurogale: gr. αιλουρος ailouros ‘kot’; γαλεή galeē lub γαλή galē ‘łasica’[17]. Gatunek typowy (oznaczenie monotypowe): Felis planiceps Vigors & Horsfield, 1827.
- Plethaelurus: gr. πληθωplēthō ‘być pełnym, ukończyć’; αιλουρος ailouros ‘kot’[22]. Gatunek typowy (oryginalne oznaczenie): Felis planiceps Vigors & Horsfield, 1827.
- Priononfelis: gr. πριων priōn, πριονος prionos ‘piła’[23]; łac. feles lub feles ‘kot’[24]. Gatunek typowy (oryginalne oznaczenie): Felis rubiginosa I. Geoffroy Saint-Hilaire, 1831.
- Mayailurus: rodzima dla wyspy Iriomote nazwa maya dla kotka wyspowego; gr. αιλουρος ailouros ‘kot’[25]. Gatunek typowy (oznaczenie monotypowe): Mayailurus iriomotensis[b] Imaizumi, 1967.

### Podział systematyczny
Do rodzaju należą następujące gatunki:
| Grafika | Gatunek                  | Autor i rok opisu                 | Nazwa zwyczajowa | Podgatunki         | Rozmieszczenie geograficzne | Podstawowe wymiary                          | Status IUCN |
| ------- | ------------------------ | --------------------------------- | ---------------- | ------------------ | --- | ------------------------------------------- | ----------- |
|         | Prionailurus rubiginosus | (I. Geoffroy Saint-Hilaire, 1831) | kotek rudy       | 3 podgatunki       | w większości Indii, południowo-zachodniego Nepalu i Sri Lanki; zakres wysokości: do 2100 m n.p.m. | DC: 35–48 cm DO: 15–30 cm MC: 1,1–1,6 kg    | NT          |
|         | Prionailurus planiceps   | (Vigors & Horsfield, 1827)        | kotek kusy       | gatunek monotypowy | półwyspowa część Tajlandii i Malezji, Sumatra i Borneo; zakres wysokości: 0–700 m n.p.m. | DC: 45–52 cm DO: 12,8–16,9 cm MC:1,5–2,5 kg | EN          |
|         | Prionailurus viverrinus  | (E.T. Bennett, 1833)              | kotek cętkowany  | 2 podgatunki       | Indie, Sri Lanka, kontynentalna południowo-wschodnia Azja, Sumatra i Jawa; zakres wysokości: 0–2277 m n.p.m. | DC: 57–115 cm DO: 24–40 cm MC: 5–16 kg      | VU          |
|         | Prionailurus bengalensis | (Kerr, 1792)                      | kotek bengalski  | 2 podgatunki       | dd Pakistanu i Indii na wschód do kontynentalnej południowo-wschodniej Azję, na północ przez Chińską Republikę Ludową (włącznie z Hajnanem) do Rosji (Rosyjski Daleki Wschód), Półwyspu Koreańskiego, Tajwanu i Japonii (wyspy Iriomote i Cuszima); zakres wysokości: 0–3000 m n.p.m. | DC: 45–75 cm DO: 19,5–31 cm MC: 1,7–7,1 kg  | LC          |
|         | Prionailurus javanensis  | (A.G. Desmarest, 1816)            | kotek wisajski   | 2 podgatunki       | Sumatra (w tym wyspa Nias), Jawa, Bali, Borneo; prawdopodobnie introdukowany na Filipiny (Palawan, Panay, Negros i Cebu) | DC: 40–43 cm DO: 21–22 cm MC: około 2,5 kg  | NE          |

Kategorie IUCN:  LC  – gatunek najmniejszej troski,  NT  – gatunek bliski zagrożenia,  VU  – gatunek narażony,  EN  – gatunek zagrożony;  NE  – gatunki niepoddane jeszcze ocenie.